# Szentmártonyi Ignác
Szentmártonyi Ignác (Kotari, Zágráb megye, 1718. október 28. – Belica, 1793. április 15.) jezsuita áldozópap, földrajztudós, térképész és csillagász.

## Élete
1735. október 27-én lépett a rendbe; a bölcseletet Grazban, a teológiát Bécsben végezte és Grazban a mennyiségtant tanította. 1749-ben V. János király által mint portugál királyi csillagász és tanácsos Brazíliába küldetett, hogy a spanyol és portugál országok közt per alatt levő határokat felmérje. 1758-ban Portugáliában, a jezsuiták feloszlatása miatt nyughatatlanság támadt; e miatt Pombal miniszter parancsára Brazíliában is a jezsuiták elfogattak és Portugáliába szállíttattak. Itt Szentmártonyi 18 évig sanyarú fogságot szenvedett; míg 1777-ben Mária Franciska lépett a portugál trónra; ekkor a többi foglyokkal ő is szabadon bocsáttatott. Ekkor Bécsbe tért vissza és onnét Csáktornyára unokaöccséhez; nyugdíját a szegényeknek adta. Egy ideig Csáktornyán élt, majd a közeli Beliczán volt segédlelkész.

## Munkája
- Klage eines Seelenhirten beym Tode Josephs Gallyuff, Bischofs von Agram. Agram, 1786